# Dopełniacz saksoński
Dopełniacz saksoński, zwany również dopełniaczem fleksyjnym lub possessive -s – sposób tworzenia dopełniacza w języku angielskim. W języku angielskim system przypadków zanikł, z wyjątkiem dopełniacza fleksyjnego, który używany jest w niektórych przypadkach. Istnieje również forma opisowa dopełniacza z użyciem przyimka of i jest ona jednoznaczna z dopełniaczem saksońskim, choć używana w innych okolicznościach. 

## Pisownia
Dopełniacz saksoński zapisuje się następująco:
| liczba pojedyncza         | rzeczownik + `s | my father`s car     |
| liczba mnoga              | rzeczownik + `  | my parents` house   |
| nieregularna liczba mnoga | rzeczownik + `s | the children`s room |

Jeśli wyraz kończy się na spółgłoskę -s, możliwe są następujące warianty:
- dorzucenie ` na końcu wyrazu, spotykane głównie w nazwiskach literatów, postaci ze świata antycznego itp.[2]: Socrates` ideas, Dickens` novels.
- dodanie `s, co jest o wiele częstsze[2]:  Mr Lewis`s dog.

`s może być dodane do całej frazy, np. the man next door`s wife. Istnieją jednak przypadki, kiedy końcówka dopełniacza może odnosić się do jednego albo wielu części frazy:
- Joe and Ann`s children → dzieci Joe i Ann, w znaczeniu ich wspólne
- Joe`s and Ann`s children→ dzieci Joe i dzieci Ann, dwa odrębne zbiory dzieci.

## Wymowa
Obowiązują zasady stosowane przy wymowie liczby mnogiej. Apostrof nie zmienia w żadnym stopniu wymowy, pod względem artykulacyjnym parent`s = parents (/pærənts/). W przypadku gdy ` s nie jest zapisane, np. Dickens` books, końcówkę dopełniacza saksońskiego najczęściej wymawia się: /'dɪkənsɪz'bʊks/.

## `si inne określniki
Rzeczownik nie może zwykle mieć jednocześnie przedimka lub innej formy określającej (np. zaimka). Z tego powodu jeśli użyty jest dopełniacz saksoński, występuje przedimek zerowy: the car that is John`s → John`s car. Jeśli mówiący chce użyć przedimka i dopełniacza saksońskiego w jednej frazie, ma do dyspozycji strukturę a/the... of mine: She`s a cousin of John`s, I saw that  stupid boyfriend of Sheila`s yesterday. Forma that Sheila`s stupid boyfriend jest niepoprawna.

## Dopełniacz saksoński bez wyrazu określającego
Możliwe jest użycie wyłącznie wyrazu w dopełniaczu: Whose is it? Peter`s. Często w taki sposób mówi się o sklepach, firmach, kościołach itp. W nazwach firm i sklepów apostrof często wypada: He bought it at Harrods. She got married at St. John`s.

## Użycie dopełniacza saksońskiego
Generalna zasada: 
X`s Y = the Y of X
- Dopełniacz saksoński używany jest najczęściej do mówienia o relacji własności i charakterystyce fizycznej, w szczególności, jeśli pierwszy wyraz oznacza osobę, zwierzę, firmę. kraj lub grupę osób[2]:
  - That`s my father`s house → To dom mojego ojca.
  - Mary`s brother is a lawyer → Brat Mary jest adwokatem.
  - Poland`s climate is getting warmer → Klimat Polski się ociepla.
- Struktura informuje również o produktach desygnatu będącego podmiotem[2]: What are Sweden`s main exports? → Co jest głównym produktem eksportowym Szwecji? The government`s decision was unwise → Decyzja rządu była niemądra.
- Z niektórymi rzeczownikami możliwa jest zarówno konstrukcja z of jak i dopełniacz saksoński[2]: The Queen`s arrival = The arrival of the Queen.